# Kornamossen
Kornamossen este o arie protejată (arie specială de conservare — SAC, sit de importanță comunitară — SCI) din Suedia întinsă pe o suprafață de 49,5 ha, integral pe uscat.

## Localizare
Centrul sitului Kornamossen este situat la coordonatele 59°49′20″N 18°15′40″E / 59.8222°N 18.2611°E.

## Înființare
Situl Kornamossen a fost declarat sit de importanță comunitară în ianuarie 1998 pentru a proteja 3 specii de plante și 1 specie de animale. Situl a fost protejat și ca arie specială de conservare în martie 2011.

## Biodiversitate
Situată în ecoregiunea boreală, aria protejată conține 3 habitate naturale: Mlaștini alcaline, Mlaștini împădurite, Păduri caducifoliate de mlaștină fino-scandinave.
La baza desemnării sitului se află mai multe specii protejate:
- plante (3): Buxbaumia viridis, Hamatocaulis vernicosus, Herzogiella turfacea
- nevertebrate (1): Vertigo geyeri